# Assistente do Microsoft Office
O assistente do Office foi uma interface inteligente do Microsoft Office que auxiliava os usuários por meio de uma personagem interativa animada. Foi incluído no Microsoft Office para Windows (versões 97 a 2003), no Microsoft Publisher e Microsoft Project (versões 98 a 2003) e no Microsoft Office para Mac (versões 98 a 2004).
O assistente padrão na versão em inglês do Windows se chamava Clippit (apelidado de Clippy).  A personagem foi projetada por Kevan J. Atteberry em um computador Macintosh. O Clippit era o assistente padrão e de longe o mais notável (em parte porque em muitos casos CDs de instalação eram necessários para instalar os outros assistentes), o que também o levou a ser chamado simplesmente de Microsoft Paperclip.  O Clippit original do Office 97 recebeu uma nova aparência no Office 2000 .
O recurso atraiu uma resposta fortemente negativa de muitos usuários.  A Microsoft desativou o recurso por padrão no Office XP, reconhecendo sua impopularidade em uma campanha publicitária que parodia o Clippy.  O recurso foi removido por completo no Office 2007 e no Office 2008 para Mac, porque continuava recebendo críticas até mesmo dos funcionários da Microsoft.

## Crítica e paródias

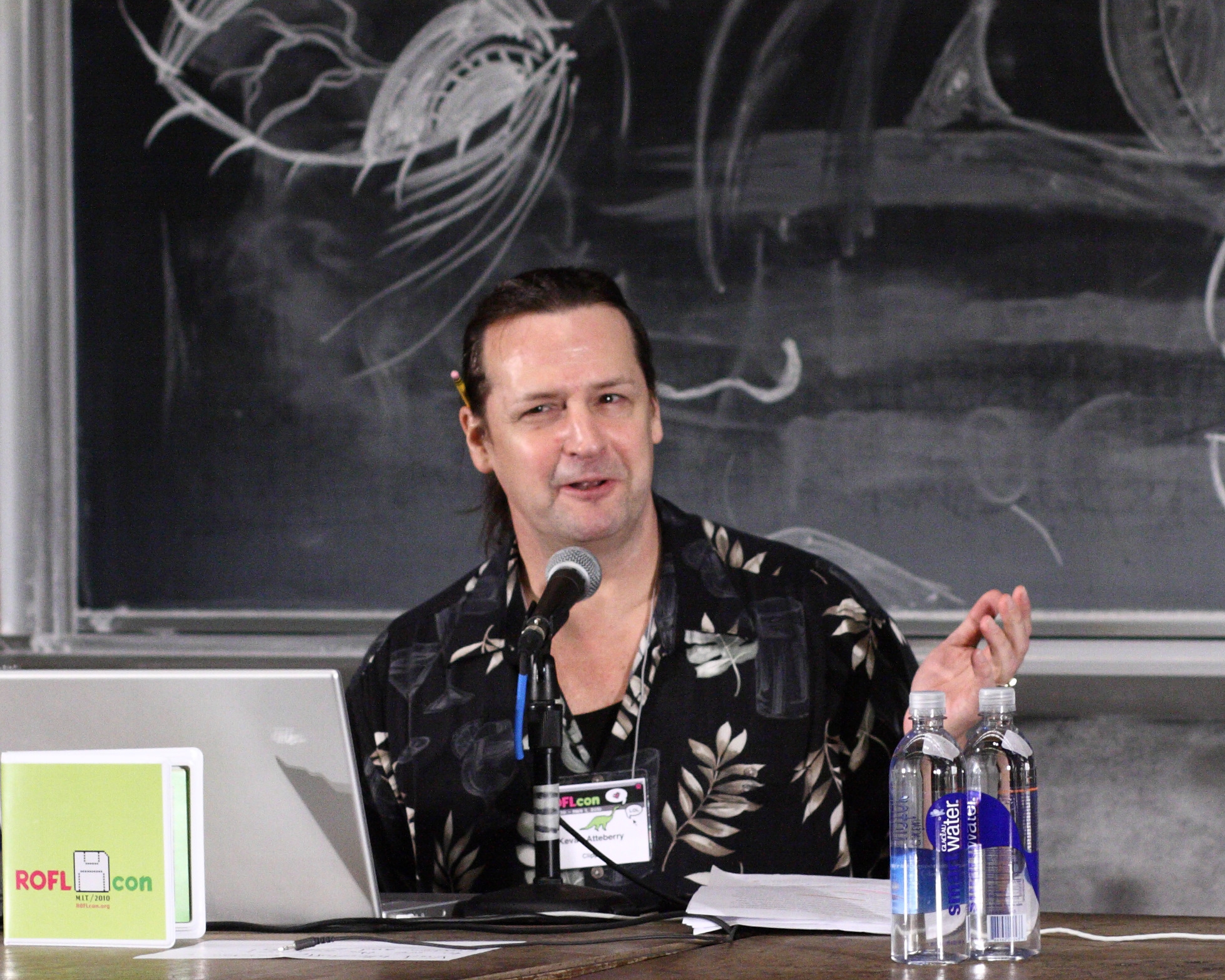
Criador de Clippy, Kevan Atteberry, discutindo sua personagem muito difamada na ROFLCon II

O programa foi amplamente avaliado pelos usuários como intrusivo e irritante, e foi criticado até dentro da Microsoft.  O seu codinome interno na Microsoft, TFC, teve uma origem depreciativa: Steven Sinofsky afirma que "C" significa "palhaço", e deixa o "TF" para que seja adivinhado. A Smithsonian Magazine chamou o Clippit de "um dos piores erros de design de software nos anais da computação". A revista Time incluiu o Clippit em um artigo de 2010 listando as cinquenta piores invenções.

## Na cultura popular
Depois de apresentar o túmulo do Clippit em um trailer para promover o Office 2010, a personagem foi relançada como a personagem principal do jogo Ribbon Hero 2 , que é um tutorial interativo lançado pela Microsoft em 2011.
Em 2015, um videoclipe foi lançado para a música "Ghost" (da Delta Heavy), no qual o Clippit abandonado está preso entre o software dos anos 90, mas viaja para a web contemporânea e recupera seu espaço, invadindo qualquer canal digital. sistema.